# Sororat
Sororat (av latinets soror, 'syster') är ett etnografiskt fackuttryck bildat efter mönster av levirat. Det betecknar seden att en kvinna träder i sin barnlösa gifta systers ställe för att föda barn och därigenom uppfylla villkoren i systerns äktenskapskontrakt. Seden förekommer hos en rad folk, såsom bobofolket i Burkina Faso. Ordet sororat används också ofta i vidare betydelse om två eller flera systrars äktenskap med samma man, antingen polygynt eller successivt.